# Václav Tomek (lední hokejista)
Václav Tomek (* 3. srpna 1993 Praha) je bývalý český lední hokejista a mládežnický reprezentant hrající na postu pravého křídelního útočníka.
Mládežnická léta strávil v celku HC Slavia Praha. Během sezóny 2013/2014 odehrál svá první tři utkání za mužský výběr tohoto týmu. Následující rok vedle mužů Slavie hrál i v barvách Havlíčkova Brodu. Sezónu 2015/2016 zahájil ve Slavii, poslední zápasy sezóny i kariéry odehrál na měsíčním hostování v Horácké Slavii Třebíč v listopadu 2015 ve věku 22 let. Hrál za české výběry do 17 let, 18 let a 19 let na několika akcích.

## Klubová statistika
| Sezóna             | Klub                     | Soutěž             |    | Základní část | Základní část | Základní část | Základní část | Základní část |   | Play off | Play off | Play off | Play off | Play off |
| Sezóna             | Klub                     | Soutěž             | Z  | G             | A             | B             | TM            | Z             | G | A        | B        | TM       |          |          |
| 2013/2014          | HC Slavia Praha          | ELH                | 3  | 0             | 0             | 0             | 0             | –             | – | –        | –        | –        |          |          |
| 2013/2014          | HC Slavia Praha U21      | ELJ                | 29 | 8             | 17            | 25            | 22            | 4             | 1 | 2        | 3        | 0        |          |          |
| 2014/2015          | HC Slavia Praha          | ELH                | 10 | 0             | 1             | 1             | 2             | –             | – | –        | –        | –        |          |          |
| 2014/2015          | BK Havlíčkův Brod        | 1. liga            | 31 | 4             | 12            | 16            | 10            | 5             | 2 | 2        | 4        | 8        |          |          |
| 2015/2016          | HC Slavia Praha          | 1. liga            | 6  | 1             | 0             | 1             | 2             | –             | – | –        | –        | –        |          |          |
| 2015/2016          | SK Horácká Slavia Třebíč | 1. liga            | 9  | 0             | 1             | 1             | 0             | –             | – | –        | –        | –        |          |          |
| Celkem v Extralize | Celkem v Extralize       | Celkem v Extralize | 13 | 0             | 1             | 1             | 2             | 0             | 0 | 0        | 0        | 0        |          |          |
| Celkem v 1. lize   | Celkem v 1. lize         | Celkem v 1. lize   | 46 | 5             | 13            | 18            | 12            | 5             | 2 | 2        | 4        | 8        |          |          |

Vysvětlivky
1. ↑  o udržení